# Indian Citizenship Act
De Indian Citizenship Act was een federale wet in de Verenigde Staten, ondertekend door president Calvin Coolidge op 2 juni 1924, die aan de Inheemse Amerikanen het Amerikaanse staatsburgerschap verleende.

## Tekst
De tekst van de Indian Citizenship Act luidt in het Nederlands als volgt:
Een wet teneinde de minister van Binnenlandse Zaken toe te laten certificaten van staatsburgerschap uit te reiken aan Indianen.
Weze het vastgesteld door de Senaat en het Huis van Afgevaardigden van de Verenigde Staten van Amerika, in Congres vergaderend, Dat alle Indianen die geen staatsburger zijn en zijn geboren binnen de territoriale grenzen van de Verenigde Staten worden verklaard staatsburger te zijn van de Verenigde Staten: Op voorwaarde dat het toekennen van zulks staatsburgerschap op geen enkele manier het recht van de Indianen op stam- of andere eigendom schaadt of beïnvloedt.
Frederick H. Gillett
Voorzitter van het Huis van Afgevaardigden.
Albert B. Cummins
Waarnemend President pro tempore van de Senaat.
Goedgekeurd, 2 juni 1924
Calvin Coolidge

## Achtergrond
De Indian Citizenship Act kende het Amerikaanse staatsburgerschap toe aan de Inheemse Amerikanen, in de wet "Indianen" genoemd. Hoewel de Burgerschapsclausule in het Veertiende amendement van de Grondwet van de Verenigde Staten sinds 1868 bepaalde dat iedereen die werd geboren op het grondgebied van de Verenigde Staten ook automatisch Amerikaans staatsburger werd, sloot in 1884 het Hooggerechtshof van de Verenigde Staten in de zaak Elk t. Wilkins de Inheemse Amerikanen uit van dit principe daar zij niet onder de rechtsmacht van de VS vallen op het moment dat zij geboren worden. Het Veertiende amendement werd dus door de rechtspraak geïnterpreteerd als zijnde niet van toepassing op Inheemse Amerikanen.
In 1924 diende afgevaardigde Homer P. Snyder uit New York in het Congres een wetsvoorstel in om de Inheemse Amerikanen alsnog het Amerikaanse staatsburgerschap toe te kennen, deels als erkenning voor de duizenden onder hen die tijdens de Eerste Wereldoorlog in het Amerikaanse leger hadden gediend. President Calvin Coolidge ondertekende uiteindelijk de wet op 2 juni 1924.